# Lac d'Agnano
Pour les articles homonymes, voir Anianus.
Le lac d'Agnano (latin : Anianus lacus) est un ancien lac volcanique, de forme circulaire, situé entre Fuorigrotta, un quartier ouest de Naples, et les Champs Phlégréens. Il a été drainé en 1870.
Il occupait le bassin d'un ancien cratère, et ses eaux étaient sans cesse en ébullition. Près de là se trouve la fameuse grotte du Chien.